# Screen Actors Guild Award for Outstanding Performance by an Ensemble in a Comedy Series
Screen Actors Guild Award for Outstanding Performance by an Ensemble in a Comedy Series er en award, som uddeles af Screen Actors Guild for at ære den flotteste skuespiller-præsentation, for bedste sammenspil i en komedie serie.

## Vindere og nominerede

### 1990'erne
1994 – Seinfeld – Jason Alexander; Julia Louis-Dreyfus; Michael Richards; Jerry Seinfeld
- Frasier
- Mad About You
- Murphy Brown
- Northern Exposure

1995 – Friends – Jennifer Aniston; Courteney Cox; Lisa Kudrow; Matt LeBlanc; Matthew Perry; David Schwimmer
- Cybill
- Frasier
- Mad About You
- Seinfeld

1996 – Seinfeld – Jason Alexander; Julia Louis-Dreyfus; Michael Richards; Jerry Seinfeld
- 3rd Rock from the Sun
- Frasier
- Mad About You
- Remember WENN

1997 – Seinfeld – Jason Alexander; Julia Louis-Dreyfus; Michael Richards; Jerry Seinfeld
- 3rd Rock from the Sun
- Ally (McBeal)
- Frasier,
- Mad About You

1998 – Ally (McBeal) – Gil Bellows; Lisa Nicole Carson; Portia de Rossi; Calista Flockhart; Greg Germann; Jane Krakowski; Lucy Liu; Peter MacNicol; Vonda Shepard; Courtney Thorne-Smith
- 3rd Rock from the Sun
- Everybody Loves Raymond
- Frasier
- Friends

1999 – Frasier – Dan Butler; Peri Gilpin; Kelsey Grammer; Jane Leeves; John Mahoney; David Hyde Pierce
- Ally (McBeal)
- Everybody Loves Raymond
- Friends
- Sports Night

### 2000'erne
2000 – Will & Grace – Sean Hayes; Eric McCormack; Debra Messing; Megan Mullally
- Ally (McBeal)
- Frasier
- Friends
- Sex and the City

2001 – Sex and the City – Kim Cattrall; Kristin Davis; Cynthia Nixon; Sarah Jessica Parker
- Everybody Loves Raymond
- Frasier
- Friends
- Will & Grace

2002 – Everybody Loves Raymond – Peter Boyle; Brad Garrett; Patricia Heaton; Doris Roberts; Ray Romano; Madylin Sweeten
- Frasier
- Friends
- Sex and the City
- Will & Grace

2003 – Sex and the City – Kim Cattrall; Kristin Davis; Cynthia Nixon; Sarah Jessica Parker
- Everybody Loves Raymond
- Frasier
- Friends
- Will & Grace

2004 – Desperate Housewives, Andrea Bowen; Ricardo Chavira; Marcia Cross; Steven Culp; James Denton; Teri Hatcher; Felicity Huffman; Cody Kasch; Eva Longoria; Jesse Metcalfe; Mark Moses; Nicollette Sheridan; Brenda Strong
- Arrested Development
- Everybody Loves Raymond
- Sex and the City
- Will & Grace

2005 – Desperate Housewives, Roger Bart; Andrea Bowen; Mehcad Brooks; Ricardo Chavira; Marcia Cross; Steven Culp; James Denton; Teri Hatcher; Felicity Huffman; Brent Kinsman; Shane Kinsman; Eva Longoria; Mark Moses; Doug Savant; Nicollette Sheridan; Brenda Strong; Alfre Woodard
- Arrested Development
- Boston Legal
- Curb Your Enthusiasm
- Everybody Loves Raymond
- My Name Is Earl

2006 – The Office, Leslie David Baker; Brian Baumgartner; Steve Carell; David Denman; Jenna Fischer; Kate Flannery; Melora Hardin; Mindy Kaling; Angela Kinsey; John Krasinski; Paul Lieberstein; B.J. Novak; Oscar Nunez; Phyllis Smith; Rainn Wilson
- Desperate Housewives
- Entourage
- Ugly Betty
- Weeds

2007 – The Office, Leslie David Baker; Brian Baumgartner; Steve Carell; David Denman; Jenna Fischer; Kate Flannery; Melora Hardin; Mindy Kaling; Angela Kinsey; John Krasinski; Paul Lieberstein; B.J. Novak; Oscar Nunez; Phyllis Smith; Rainn Wilson
- 30 Rock
- Desperate Housewives
- Entourage
- Ugly Betty

2008: 30 Rock, Scott Adsit; Alec Baldwin; Katrina Bowden; Tina Fey; Judah Friedlander; Jane Krakowski; Jack McBrayer; Tracy Morgan; Keith Powell 
- The Office
- Desperate Housewives
- Entourage
- Ugly Betty

2009 – Glee – Dianna Agron; Chris Colfer; Patrick Gallagher; Jessalyn Gilsig; Jane Lynch; Jayma Mays; Kevin McHale; Lea Michele; Cory Monteith; Heather Morris; Matthew Morrison; Amber Riley; Naya Rivera; Mark Salling; Harry Shum, Jr.; Josh Sussman; Dijon Talton; Iqbal Theba; Jenna Ushkowitz
- 30 Rock
- Curb Your Enthusiasm
- Modern Family
- The Office

### 2010'erne
2010 – Modern Family – Julie Bowen; Ty Burrell; Jesse Tyler Ferguson; Nolan Gould; Sarah Hyland; Ed O'Neill; Rico Rodriguez II; Eric Stonestreet; Sofia Vergara; Ariel Winter
- 30 Rock
- Glee
- Hot in Cleveland
- The Office

2011 – Modern Family- Aubrey Anderson-Emmons, Julie Bowen, Ty Burrell, Jesse Tyler Ferguson, Nolan Gould, Sarah Hyland, Ed O'Neill, Rico Rodriguez, Eric Stonestreet, Sofia Vergara og Ariel Winter
- 30 Rock

Scott Adsit, Alec Baldwin, Katrina Bowden, Kevin Brown, Grizz Chapman, Tina Fey, Judah Friedlander, Jane Krakowski, John Lutz, Jack McBrayer, Tracy Morgan, Maulik Pancholy og Keith Powell
- The Big Bang Theory

Mayim Bialik, Kaley Cuoco, Johnny Galecki, Simon Helberg, Kunal Nayyar, Jim Parsons og Melissa Rauch
- Glee

Dianna Agron, Chris Colfer, Darren Criss, Ashley Fink, Dot Marie Jones, Jane Lynch, Jayma Mays, Kevin McHale, Lea Michele, Cory Monteith, Heather Morris, Matthew Morrison, Mike O'Malley, Chord Overstreet, Lauren Potter, Amber Riley, Naya Rivera, Mark Salling, Harry Shum, Jr., Iqbal Theba og Jenna Ushkowitz
- The Office

Leslie David Baker, Brian Baumgartner, Creed Bratton, Steve Carell, Jenna Fischer, Kate Flannery, Ed Helms, Mindy Kaling, Ellie Kemper, Angela Kinsey, John Krasinski, Paul Lieberstein, B.J. Novak, Oscar Nuñez, Craig Robinson, Phyllis Smith, Rainn Wilson og Zach Woods